# سیارک ۱۰۷۱۲
سیارک ۱۰۷۱۲ (به انگلیسی: 10712 Malashchuk، نامگذاری:1982UE6) ده هزار و هفتصد و دوازدهمین سیارک کشف شده‌است که در ۲۰ اکتبر ۱۹۸۲ کشف شد.
قدر مطلق سیارک برابر ۱۴٫۲۰ است.